# Leichtathletik-Weltmeisterschaften 2013/Teilnehmer (Sri Lanka)
| Gelbes Symbol für Goldmedaillen mit stilisierten Olympischen Ringen | Graues Symbol für Silbermedaillen mit stilisierten Olympischen Ringen | Braundes Symbol für Bronzemedaillen mit stilisierten Olympischen Ringen |
| ------------------------------------------------------------------- | --------------------------------------------------------------------- | ----------------------------------------------------------------------- |
| —                                                                   | —                                                                     | —                                                                       |

Der Leichtathletik-Verband Sri Lankas stellte acht Teilnehmer bei den Leichtathletik-Weltmeisterschaften 2013 in der russischen Hauptstadt Moskau.

## Ergebnisse

### Männer

#### Laufdisziplinen
| Athlet | Disziplin | Vorlauf     | Vorlauf | Halbfinale | Halbfinale | Finale             | Finale             |
| Athlet | Disziplin | Zeit        | Platz   | Zeit       | Platz      | Zeit               | Platz              |
| --- | --------- | ----------- | ------- | ---------- | ---------- | ------------------ | ------------------ |
| Dilhan Aloka Chanaka Jayasekara Dulan Priyashantha Kasun Kalhar Senevirathne Reserve: Dasun De Silva Anjana Gunaratne | 4 × 400 m | 3:06,59 min | 24      |            |            | nicht qualifiziert | nicht qualifiziert |

### Frauen

#### Laufdisziplinen
| Athletin          | Disziplin    | Vorlauf | Vorlauf | Halbfinale | Halbfinale | Finale | Finale |
| Athletin          | Disziplin    | Zeit    | Platz   | Zeit       | Platz      | Zeit   | Platz  |
| ----------------- | ------------ | ------- | ------- | ---------- | ---------- | ------ | ------ |
| Christine Merrill | 400 m Hürden | DSQ     | DSQ     | –––        | –––        | –––    | –––    |

#### Sprung/Wurf
| Athletin        | Disziplin | Qualifikation | Qualifikation | Finale  | Finale |
| Athletin        | Disziplin | Weite         | Platz         | Weite   | Platz  |
| --------------- | --------- | ------------- | ------------- | ------- | ------ |
| Nadeeka Lakmali | Speerwurf | 60,39 m       | 12            | 58,16 m | 12     |